# 盗贼王JING
《盗贼王JING》是日本漫畫家熊倉裕一創作的日本漫画作品。於講談社漫畫雜誌《Comic BomBom》1995年至1998年期間進行連載，單行本全7卷。7卷以後的續篇《KING OF BANDIT JING》於《月刊Magazine Z》1999年8月至2005年7月期間連載，後暫停連載，單行本發行7卷。
2002年改編成電視動畫於NHK的NHK BS2上播放，全13話，之後製作成OVA動畫。以及1999年改編成兩款遊戲。

## 主要人物
金（聲：齋賀光希）
本作主角，被稱為「閃耀之物即使是星星也能盜走」的盜賊王後裔的少年，外表估計約十幾歲左右，實際年齡不明。代表物是有著漩渦眼和咧嘴笑著並露出牙齒的黑貓圖案。
黑髮黑眼，髮型是有分成兩邊的瀏海跟刺刺的頭髮，小時候瀏海則是分成一邊，頭髮的型也比長大後簡單了點。
金在動畫07話「不死之都里拜拔　後篇」中將不死王贈予的長生水倒下懸崖下的海中，說「若喝下了這個，我就永遠見不到媽媽了。」，由此可見，金的母親已經過世了。
於OVA2「Dream in Seventh Heaven」中隱約影射出金的右手的秘密，金的母親交代郵差－博斯迪諾在金十歲時將一個包裹送給金，內容物則是刻有「CRIME ROYAL」（罪惡之王）字樣的金色槍枝，但之後為了救出好友加西絲而損壞，最後交給同一名郵差－博斯迪諾，要他將這把同等於母親的遺物的槍枝在二十年後寄給他自己，再由這點來看，金的母親在金十歲前便過世。
兒時曾經因為還是蛋型的基爾說出有些譏諷自己母親的話語揚言：「再五分鐘就煮了你！」（之後並沒有成功），由這點看來，金似乎十分重視母親。
基路（声：中尾隆聖）
金的夥伴，在金的世界中似乎是特別的鳥類，當初是金兒時的三個弟子（三人自稱）在金生日的那天從古董店裡騙來的蛋，似乎在裡頭就有了基本的五感，由於那時在蛋中，因此視覺並沒有作用，雖然那時只是個蛋，但移動速度不算慢。
性別似乎是由金的好友加西絲所決定，基爾在還是蛋型時問了加西絲「若要跟你好好相處的話要當男生還是女生？」，加西絲則回答「應該是男生吧。」，實際上到底是生下來就是男生還是由自己或他人幫助選擇仍是謎。
在與金一同救出加西絲時，因為「CRIME ROYAL」損壞而變成了「KIR ROYAL」
（基爾之輝，亦翻成皇家龍骨砲或基路轟雷擊），實際變化的狀況尚未在劇情中準確解釋。
特徵是綁在脖子上的紅色領巾，喜愛搭訕美麗的女性，但就算再怎麼有鳥類魅力，似乎還是輸身為人類的金一些。
生日和金是同一天（但絕非同一年），也就是金前去救出卡西斯的那天。
博斯迪諾（声：三木真一郎）
就算是地圖上沒有的地方也能確實將信或包裹送到，以機車為代步工具。毒物、炸藥等危險物品不在受理範圍內。名字由來是義大利文中的郵差。唯一重複出場的人類，在金十歲時便相識。在左邊脖子有劍龍骨骼的刺青，左手也有刺青，不過在金小時候時沒有這圖案。

## 出版書籍
銀河俠盜JING
| 卷數 | 講談社        | 講談社             | 青文出版社     | 青文出版社         |
| 卷數 | 發售日期      | ISBN               | 發售日期       | ISBN               |
| ---- | ------------- | ------------------ | -------------- | ------------------ |
| 1    | 1995年11月6日 | ISBN 4-06-321758-2 | 1997年6月15日  | ISBN 957-53-9708-8 |
| 2    | 1996年6月6日  | ISBN 4-06-321775-2 | 1997年7月15日  | ISBN 957-53-9765-7 |
| 3    | 1996年11月6日 | ISBN 4-06-321790-6 | 1997年11月9日  | ISBN 957-53-9766-5 |
| 4    | 1997年5月2日  | ISBN 4-06-321807-4 | 1997年12月15日 | ISBN 957-53-9883-1 |
| 5    | 1997年8月1日  | ISBN 4-06-321813-9 | 1998年2月15日  | ISBN 957-53-9914-5 |
| 6    | 1997年11月6日 | ISBN 4-06-321822-8 | 1998年6月15日  | ISBN 957-53-9993-5 |
| 7    | 1998年6月1日  | ISBN 4-06-321841-4 | 1998年10月15日 | ISBN 957-59-5058-5 |

新銀河俠盜
| 卷數 | 講談社         | 講談社                 | 青文出版社     | 青文出版社             |
| 卷數 | 發售日期       | ISBN                   | 發售日期       | ISBN                   |
| ---- | -------------- | ---------------------- | -------------- | ---------------------- |
| 1    | 1999年12月14日 | ISBN 978-4-06-349003-9 | 2001年9月25日  | ISBN 978-957-595-971-5 |
| 2    | 2000年7月18日  | ISBN 978-4-06-349020-6 | 2002年4月25日  | ISBN 978-957-509-119-4 |
| 3    | 2001年3月21日  | ISBN 978-4-06-349051-0 | 2002年12月10日 | ISBN 978-957-509-413-3 |
| 4    | 2001年12月21日 | ISBN 978-4-06-349078-7 | 2003年7月30日  | ISBN 978-957-509-561-1 |
| 5    | 2003年1月21日  | ISBN 978-4-06-349113-5 | 2003年11月5日  | ISBN 978-957-509-573-4 |
| 6    | 2004年3月10日  | ISBN 978-4-06-349155-5 | 2004年9月20日  | ISBN 978-957-509-936-7 |
| 7    | 2005年7月22日  | ISBN 978-4-06-349212-5 | 2006年2月20日  | ISBN 978-986-156-489-0 |

## 動畫
電視動畫版於2002年5月至8月播出，全13話。之後的OVA版於2004年1月至4月播出，全3話。2003年發售盒裝DVD。
2017年7月於d動畫商城進行線上配信。

### 製作人員
- 原作 - 熊倉裕一
- 監督 - 渡邊浩
- 系列構成 - 吉田玲子
- 人物設計 - 岡真里子
- 美術監督 - 中村光毅（電視動畫）→阿久津美千代（OVA）
- 色彩設計 - 松本真司
- 攝影監督 - 近藤慎与
- 編輯 - 松村正宏
- 音樂 - 石田小吉、吉澤瑛師（Scudelia Electro）
- 配音演出 - 菊田浩巳
- 動畫主要製作人 - 豊住政弘
- 製作人 - 阿部愛
- 動畫制作 - Studio DEEN
- 製作 - ANIPLEX

### 主題曲
片頭曲「Shout it loud」
作詞・作曲 - 石田小吉 / 編曲、歌 - Scudelia Electro
片尾曲「シャラ・ラ」
作詞、作曲 - 石田小吉 / 編曲 - 吉澤瑛師 / 歌 - Scudelia Electro
插入曲「GOOD BYE X'MAS DAY」
作詞、作曲 - 石田小吉 / 編曲 - 吉澤瑛師 / 歌 - Scudelia Electro

### 各話列表
電視動畫
| 話數      | 標題 | 脚本       | 分鏡            | 演出     | 作画監督   | 播放日期       |
| --------- | ---- | ---------- | --------------- | -------- | ---------- | -------------- |
| 1st SHOT  |      | 吉田玲子   | 渡邊浩          | 吉田俊司 | 岡真里子   | 2002年 5月15日 |
| 2nd SHOT  |      | 北条千夏   | 松下之宏        | 佐山聖子 | 畑智司     | 5月22日        |
| 3rd SHOT  |      | まさきひろ | 新留俊哉        | 新留俊哉 | 阿部卓司   | 5月29日        |
| 4th SHOT  |      | まさきひろ | 松下之宏        | 鈴木芳成 | 塩川貴史   | 6月5日         |
| 5th SHOT  |      | 吉田玲子   | 渡邊浩          | 渡邊浩   | 岡真里子   | 6月12日        |
| 6th SHOT  |      | 北条千夏   | 松下之宏        | 松下之宏 | 徳田夢之介 | 6月19日        |
| 7th SHOT  |      | 北条千夏   | 新留俊哉        | 新留俊哉 | 阿部卓司   | 6月26日        |
| 8th SHOT  |      | まさきひろ | 松下之宏        | 鈴木芳成 | 塩川貴史   | 7月3日         |
| 9th SHOT  |      | 吉田玲子   | 吉田俊司        | 吉田俊司 | 吉田大輔   | 7月17日        |
| 10th SHOT |      | 北条千夏   | 松下之宏        | 松下之宏 | 徳田夢之介 | 7月24日        |
| 11th SHOT |      | 吉田玲子   | 新留俊哉        | 新留俊哉 | 阿部卓司   | 7月31日        |
| 12th SHOT |      | 吉田玲子   | 鈴木芳成        | 鈴木芳成 | 塩川貴史   | 8月7日         |
| 13th SHOT |      | 吉田玲子   | 渡邊浩 鈴木芳成 | 渡邊浩   | 岡真里子   | 8月14日        |
OVA
| 卷  | 標題                    | 脚本     | 分鏡                     | 演出   | 作画監督 | DVD發售日      |
| --- | ----------------------- | -------- | ------------------------ | ------ | -------- | -------------- |
| I   | Lost in Seventh Heaven  | 吉田玲子 | 渡邊浩                   | 渡邊浩 | 岡真里子 | 2004年 1月21日 |
| II  | Dream in Seventh Heaven | 吉田玲子 | 渡邊浩                   | 渡邊浩 | 岡真里子 | 3月10日        |
| III | Awake in Seventh Heaven | 吉田玲子 | 三田浩士 渡邊浩 新留俊哉 | 渡邊浩 | 岡真里子 | 4月28日        |

## 遊戲
由Masaya Games開發的遊戲於1999年3月12日發售，對應平台為Game Boy。分為「ANGEL」與「DEVIL」兩種不同的版本。

## 外部連結
- 動畫官方網站
- 盗贼王JING（漫畫）在動畫新聞網百科全書中的資料（英文）